# Molde FK

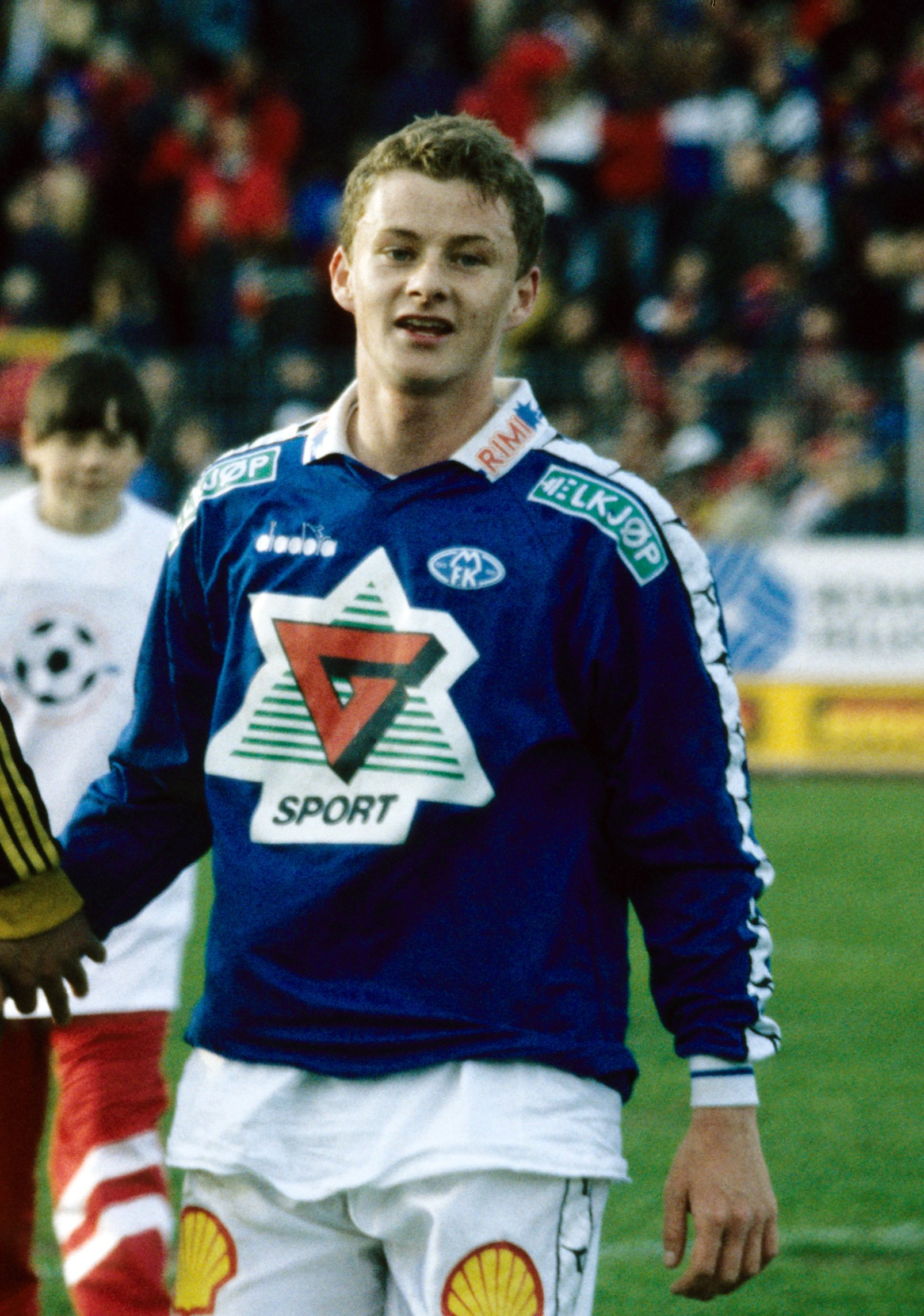
El delantero Ole Gunnar Solskjær firmó para el Manchester United tras sus primeras dos buenas temporadas en el Molde.

El Molde Fotballklubb (en español: Molde Fútbol Club) es un club de fútbol de Molde, Noruega, que juega actualmente en la Eliteserien, la primera división de Noruega. Fundado el 19 de junio de 1911, el Molde fue originalmente conocido como International. 
El Molde disputa sus partidos como local en el Aker Stadion, que tiene una capacidad máxima de 11 800 espectadores sentados. El estadio fue inaugurado en 1998 y fue un regalo de los empresarios locales Kjell Inge Røkke y Bjørn Rune Gjelsten. El club jugaba anteriormente en el Molde Stadion, donde se celebró una asistencia récord del club de 14 615 espectadores. El club de aficionados más popular del club es Tornekrattet («espino», una referencia al apodo de la ciudad de Molde, «La ciudad de las rosas») y se inició después de la victoria en la final de Copa de 1994.

## Historia
Desde el año 1974 es asiduo a la Tippeligaen, máxima categoría del fútbol noruego, de la que sólo falta en contadas ocasiones (1979, 1981, 1983, 1994 y 2007).
Entre sus inversores aparece Kjell Inge Røkke, que ha aportado grandes cantidades de dinero, tanto para comprar jugadores como para la construcción del actual estadio.
En 1999 disputó la Liga de campeones por primera vez.
En la temporada 2007, regresó a la Primera División de Noruega.
En 2011 ganó la liga por primera vez en su historia, repitiendo la hazaña al año siguiente.

## Uniforme
- Uniforme titular: Camiseta azul, pantalón blanco y medias blancas.
- Uniforme alternativo: Camiseta blanca, pantalón azul y medias azules.

### Evolución
| 2014 | 2015 | 2016 | 2017 | 2018 | 2019-2020 | 2021 | 2022 |

## Estadio
Conocido hasta mayo de 2006 como Molde Stadion, el Aker Stadion inaugurado en 1998 fue construido principalmente con fondos de Kjell Inge Røkke. El nombre de Aker stadion viene de una de las empresas de este rico hombre de negocios: Aker Kvaerner. Al pasar a ser todas las localidades sentadas, queda con una capacidad de 11.800 espectadores.

## Récords
| Logro                                            | Récord                                  |
| ------------------------------------------------ | --------------------------------------- |
| Más apariciones                                  | Daniel Berg Hestad (473)                |
| Más goles                                        | Jan Fuglset (164)                       |
| Más goles en un partido de liga                  | 6, Jan Fuglset vs. Strømsgodset en 1976 |
| Más partidos sin derrota                         | 21 en 1998                              |
| Mayor victoria en la Tippeligaen                 | 8–0 Moss en 1996                        |
| Peor derrota en la Tippeligaen                   | 0–8 Stabæk en 2006                      |
| Mayor número de espectadores en el Aker Stadion  | 13.308 contra el Rosenborg, 1998        |
| Mayor número de espectadores en el Molde Stadion | 14.973 contra el Moss FK, 1987          |

Fuente:
| Nombre             | Periodo                         | Apariciones |
| ------------------ | ------------------------------- | ----------- |
| Daniel Berg Hestad | 1993–2002, 2005–2015            | 473         |
| Vegard Forren      | 2007–2013, 2013–2017, 2017–2019 | 284         |
| Mattias Moström    | 2007–2019                       | 262         |
| Magne Hoseth       | 1999–2004, 2006–2014            | 260         |
| Ulrich Møller      | 1980–1994                       | 250         |
| Stein Olav Hestad  | 1971–1989                       | 249         |
| Trond Strande      | 1991–2007                       | 238         |
| Morten Bakke       | 1991–2001                       | 235         |
| Petter Rudi        | 1991–2006                       | 199         |
| Knut Olav Rindarøy | 2004–2017                       | 186         |

| Nombre              | Periodo                    | Goles |
| ------------------- | -------------------------- | ----- |
| Magne Hoseth        | 1999–2004, 2006–2014       | 84    |
| Daniel Berg Hestad  | 1993–2002, 2005–2015       | 72    |
| Jan Fuglset         | 1973–1982                  | 57    |
| Ole Bjørn Sundgot   | 1991–1999                  | 47    |
| Andreas Lund        | 1996–2000                  | 42    |
| Odd Inge Olsen      | 1996–2001                  | 41    |
| Øystein Neerland    | 1987–1993                  | 35    |
| Pape Paté Diouf     | 2006–2011, 2012, 2014–2016 | 34    |
| Ole Gunnar Solskjær | 1995–1996                  | 31    |
| Bernt Hulsker       | 1999–2004                  | 31    |
| Åge Hareide         | 1975–1987                  | 31    |

## Palmarés

### Torneos nacionales
- Eliteserien (5): 2011, 2012, 2014, 2019, 2022
- Copa de Noruega (6): 1994, 2005, 2013, 2014, 2021, 2023
- Supercopa de Noruega (1): 2012
- Copa La Manga (1): 2010

## Participación en competiciones de la UEFA
| Competicion UEFA | Competicion UEFA         | Competicion UEFA | Competicion UEFA      | Competicion UEFA | Competicion UEFA | Competicion UEFA |
| Temporada        | Torneo                   | Ronda            | Club                  | Casa             | Visita           | Global           |
| ---------------- | ------------------------ | ---------------- | --------------------- | ---------------- | ---------------- | ---------------- |
| 1975/76          | UEFA Cup                 | 1                | Östers                | 1–0              | 0–6              | 1–6              |
| 1978/79          | UEFA Cup                 | 1                | FC Torpedo Moscow     | 3–3              | 0–4              | 3–7              |
| 1988/89          | UEFA Cup                 | 1                | KSV Waregem           | 0–0              | 1–5              | 1–5              |
| 1995/96          | UEFA Cup Winners' Cup    | Clasificatoria   | Dinamo-93 Minsk       | 2–1              | 1–1              | 3–2              |
| 1995/96          | UEFA Cup Winners' Cup    | 1                | PSG                   | 2–3              | 0–3              | 2–6              |
| 1996/97          | UEFA Cup                 | Clasificatoria   | FC Dinamo Tbilisi     | 0–0              | 1–2              | 1–2              |
| 1998/99          | UEFA Cup                 | Clasificatoria 2 | PFC CSKA Sofia        | 0–0              | 0–2              | 0–2              |
| 1999/00          | UEFA Champions League    | Clasificatoria 2 | CSKA Moscow           | 4–0              | 0–2              | 4–2              |
| 1999/00          | UEFA Champions League    | Clasificatoria 3 | Mallorca              | 0–0              | 1–1              | 1–1(a)           |
| 1999/00          | UEFA Champions League    | Fase de grupos   | Porto                 | 0–1              | 1–3              | 4º Lugar         |
| 1999/00          | UEFA Champions League    | Fase de grupos   | Real Madrid           | 0–1              | 1–4              | 4º Lugar         |
| 1999/00          | UEFA Champions League    | Fase de grupos   | Olympiacos            | 3–2              | 1–3              | 4º Lugar         |
| 2000/01          | UEFA Cup                 | 1                | Rayo Vallecano        | 0–1              | 1–1              | 1–2              |
| 2003/04          | UEFA Cup                 | Clasificatoria   | KÍ                    | 2–0              | 4–0              | 6–0              |
| 2003/04          | UEFA Cup                 | 1                | União de Leiria       | 3–1              | 0–1              | 3–2              |
| 2003/04          | UEFA Cup                 | 2                | Benfica               | 0–2              | 1–3              | 1–5              |
| 2006/07          | UEFA Cup                 | Clasificatoria 2 | Skonto                | 0–0              | 2–1              | 2–1              |
| 2006/07          | UEFA Cup                 | 1                | Rangers               | 0–0              | 0–2              | 0–2              |
| 2010/11          | UEFA Europa League       | Clasificatoria 2 | Jelgava               | 1–0              | 1–2              | 2–2(a)           |
| 2010/11          | UEFA Europa League       | Clasificatoria 3 | Stuttgart             | 2–3              | 2–2              | 4–5              |
| 2012/13          | UEFA Champions League    | Clasificatoria 2 | Ventspils             | 3–0              | 1–1              | 4–1              |
| 2012/13          | UEFA Champions League    | Clasificatoria 3 | Basel                 | 0–1              | 1–1              | 1–2              |
| 2012/13          | UEFA Europa League       | Play-Off         | Heerenveen            | 2–0              | 2–1              | 4–1 Q            |
| 2012/13          | UEFA Europa League       | Grupo 5          | Copenhague            | 1–2              | 1–2              | 4º Lugar         |
| 2012/13          | UEFA Europa League       | Grupo 5          | Stuttgart             | 2–0              | 1–0              | 4º Lugar         |
| 2012/13          | UEFA Europa League       | Grupo 5          | Steaua de Bucarest    | 1–2              | 0–2              | 4º Lugar         |
| 2013/14          | UEFA Champions League    | Clasificatoria 2 | Sligo Rovers          | 2–0              | 1–0              | 3–0              |
| 2013/14          | UEFA Champions League    | Clasificatoria 3 | Legia Warsaw          | 1–1              | 0–0              | 1–1 (a)          |
| 2013/14          | UEFA Europa League       | Play-off         | Rubin Kazan           | 0–2              | 0–3              | 0–5              |
| 2014/15          | UEFA Europa League       | Clasificatoria 2 | ND Gorica             | 4–1              | 1–1              | 5–2              |
| 2014/15          | UEFA Europa League       | Clasificatoria 3 | Zorya Lugansk         | 1–2              | 1–1              | 2–3              |
| 2015/16          | UEFA Champions League    | Clasificatoria 2 | Pyunik                | 5–0              | 0–1              | 5–1              |
| 2015/16          | UEFA Champions League    | Clasificatora 3  | Dinamo de Zagreb      | 3–3              | 1–1              | 4–4 (a)          |
| 2015/16          | UEFA Europa League       | Play-off         | Standard Lieja        | 2–0              | 1–3              | 3–3 (a)          |
| 2015/16          | UEFA Europa League       | Grupo A          | Fenerbahçe            | 0–2              | 3–1              | 1.º Lugar        |
| 2015/16          | UEFA Europa League       | Grupo A          | Ajax                  | 1–1              | 1–1              | 1.º Lugar        |
| 2015/16          | UEFA Europa League       | Grupo A          | Celtic                | 3–1              | 2–1              | 1.º Lugar        |
| 2015/16          | UEFA Europa League       | 1/16 de Final    | Sevilla               | 1–0              | 0–3              | 1–3              |
| 2018/19          | UEFA Europa League       | Clasificatoria 1 | Glenavon              | 5–1              | 1–2              | 6–3              |
| 2018/19          | UEFA Europa League       | Clasificatoria 2 | Laçi                  | 3–0              | 2–0              | 5–0              |
| 2018/19          | UEFA Europa League       | Clasificatoria 3 | Hibernian             | 3–0              | 0–0              | 3–0              |
| 2018/19          | UEFA Europa League       | Play-off         | Zenit San Petersburgo | 2–1              | 1–3              | 3–4              |
| 2019-20          | UEFA Europa League       | Clasificatoria 1 | KR                    | 7–1              | 0–0              | 7–1              |
| 2019-20          | UEFA Europa League       | Clasificatoria 2 | Čukarički             | 0–0              | 3–1              | 3–1              |
| 2019-20          | UEFA Europa League       | Clasificatoria 3 | Aris                  | 3–0              | 1–3              | 4–3 (t. s.)      |
| 2019-20          | UEFA Europa League       | Play-Off         | Partizán              | 1–1              | 1–2              | 2–3              |
| 2020-21          | UEFA Champions League    | Clasificatoria 1 | KuPS                  | 5–0              | N/A              | 5–0              |
| 2020-21          | UEFA Champions League    | Clasificatoria 2 | Celje                 | N/A              | 2–1              | 2–1              |
| 2020-21          | UEFA Champions League    | Clasificatoria 3 | Qarabağ               | N/A              | 0–0              | 0–0 (6:5 pen.)   |
| 2020-21          | UEFA Champions League    | Play-off         | Ferencváros           | 3–3              | 0–0              | 3–3 (v.)         |
| 2020-21          | UEFA Europa League       | Grupo B          | Dundalk               | 3–1              | 2–1              | 2° lugar         |
| 2020-21          | UEFA Europa League       | Grupo B          | Rapid Viena           | 1–0              | 2–2              | 2° lugar         |
| 2020-21          | UEFA Europa League       | Grupo B          | Arsenal               | 0–3              | 1–4              | 2° lugar         |
| 2020-21          | UEFA Europa League       | 1/16 de final    | Hoffenheim            | 3–3              | 2–0              | 5–3              |
| 2020-21          | UEFA Europa League       | 1/8 de final     | Granada               | 2–1              | 0–2              | 2–3              |
| 2021-22          | Europa Conference League | Clasificatoria 2 | Servette              | 3–0              | 0–2              | 3–2              |
| 2021-22          | Europa Conference League | Clasificatoria 3 | Trabzonspor           | 1–1              | 3–3              | 4–4 (3:4 pen.)   |
| 2022-23          | Europa Conference League | Clasificatoria 2 | Elfsborg              | 4–1              | 2–1              | 6–2              |
| 2022-23          | Europa Conference League | Clasificatoria 3 | Kisvárda FC           | 3-0              | 1-2              | 4-2              |
| 2022-23          | Europa Conference League | Playoff          | Wolfsberger AC        | 0-1              | 4-0              | 4-1              |
| 2022-23          | Europa Conference League | Grupo F          | KAA Gent              | 0-0              | 0-4              | 3° lugar         |
| 2022-23          | Europa Conference League | Grupo F          | Shamrock Rovers FC    | 3-0              | 2-0              | 3° lugar         |
| 2022-23          | Europa Conference League | Grupo F          | Djurgårdens IF        | 2-3              | 2-3              | 3° lugar         |
| 2023-24          | UEFA Champions League    | Clasificatoria 2 | HJK                   | 2-0              | 0-1              | 2-1              |
| 2023-24          | UEFA Champions League    | Clasificatoria 3 | KI Klaksvik           | 2-0              | 1-2              | 3-2              |
| 2023-24          | UEFA Champions League    | Playoff          | Galatasaray SK        | 2-3              | 1-2              | 3-5              |
| 2023-24          | UEFA Europa League       | Grupo H          | Qarabağ               | 2-2              | 0-1              | 3° lugar         |
| 2023-24          | UEFA Europa League       | Grupo H          | Bayer Leverkusen      | 1-2              | 1-5              | 3° lugar         |
| 2023-24          | UEFA Europa League       | Grupo H          | BK Häcken             | 5-1              | 3-1              | 3° lugar         |
| 2023-24          | Europa Conference League | 1/16             | Legia Warsaw          | 3-2              | 3-0              | 6-2              |
| 2023-24          | Europa Conference League | 1/8              | Club Brugge           | 2-1              | 0-3              | 2-4              |
| 2024-25          | UEFA Europa League       | Clasificatoria 2 | Silkeborg IF          | 3-1              | 2-3              | 5-4              |
| 2024-25          | UEFA Europa League       | Clasificatoria 3 | Cercle Brugge         | 3-0              | 0-1              | 3-1              |
| 2024-25          | UEFA Europa League       | Playoff          | Elfsborg              | 0-1              | 1-0              | 1-1 (2:4 pen.)   |
| 2024-25          | Europa Conference League | Fase Liga        | Larne                 | 3-0              |                  |                  |
| 2024-25          | Europa Conference League | Fase Liga        | KAA Gent              |                  | 1-2              |                  |
| 2024-25          | Europa Conference League | Fase Liga        | Jagiellonia Bialystok |                  |                  |                  |
| 2024-25          | Europa Conference League | Fase Liga        | APOEL                 |                  |                  |                  |
| 2024-25          | Europa Conference League | Fase Liga        | HJK                   |                  |                  |                  |
| 2024-25          | Europa Conference League | Fase Liga        | Mlada Boleslav        |                  |                  |                  |
|                  |                          |                  |                       |                  |                  |                  |

## Entrenadores
- Entrenadores desde 1977.
- Huib Ruygrook (1977 – 1979)
- Torkild Brakstad (enero 1980 – diciembre 1981)
- Jan Fuglset (enero 1982 – julio 1984)
- Joe Hooley (julio 1984 – diciembre 1984)
- Hans Backe (enero 1985 – diciembre 1985)
- Åge Hareide (enero 1986 – agosto 1991)
- Ulrich Møller (agosto 1991 – diciembre 1993)
- Åge Hareide (enero 1994 – diciembre 1997)
- Erik Brakstad (enero 1998 – octubre 2000)
- Gunder Bengtsson (enero 2001 – mayo 2003)
- Odd Berg (mayo 2003 – diciembre 2003)
- Reidar Vågnes (enero 2004 – marzo 2005)
- Bo Johansson (marzo 2005 – diciembre 2005)
- Arild Stavrum (enero 2006 – noviembre 2006)
- Kjell Jonevret (enero 2007 – agosto 2010)
- Uwe Rösler (agosto 2010 – diciembre 2010)
- Ole Gunnar Solskjær (enero 2011 – enero 2014)
- Tor Ole Skullerud (enero 2014 – agosto 2015)
- Erling Moe (agosto 2015 – octubre 2015)
- Ole Gunnar Solskjær (octubre 2015-diciembre 2018)
- Erling Moe (diciembre 2018-diciembre 2024)
- Per-Mathias Høgmo (enero 2025-presente)